# شهر هوشمند (فیلم)
شهر هوشمند (انگلیسی: Smart City) فیلمی به کارگردانی بی. اونیکریشنان محصول سال ۲۰۰۶ است.

## بازیگران
- سورش گوپی
- مورالی
- گوپیکا
- جایاسوریا
- لاکشمی گوپالاسوامی
- مانوج کی. جایان